# Планински Бумер
Планински Бумер (енгл. Mountain Boomer) је наводно криптид Биг Бенд националног парка у јужном Тексасу (САД).

## Други називи
Овај криптид је знан још као:
- Оросалтосаурус саетумурус (енгл. Orosaltosaurus saetumurus),
- Миохоро (енгл. Miohoro);

## Опис криптида
Описује се као биће налик на диносаура из групе Орнитопода. Према исхрани је свеждер. Женке Планинског Бумера су веће од мужјака. Женке су високе до 2 метра, а мужјаци до 1,80 метра. Планински Бумери знају бити дуги и до 5,5 метара (већи дио дужине им отпада на дуги реп), а тешки до 300 килограма. Мужјаци су шарени, а женке су једнобојне. Живе у малим групама, гнијезде се на удањеним планинским подручјима, и активни су преко дана а ноћу бораве у јазбинама или пећимама. Веома су брзи и спретни тркачи, те с лакоћом могу умаћи грабежљивцима. Планински Бумер је имаче плаха и повучена животиња, и на сваки знак опасности бјежи. Гласа се завијањем сличним вучијем.